# Heusden Koers 2019
De 71e editie van de Belgische wielerwedstrijd Heusden Koers werd verreden op 13 augustus 2019. De start en finish vonden plaats in Heusden. De winnaar was Tim Merlier, gevolgd door Roy Jans en Wesley Van Dyck. Bij de dames won Mieke Docx.

## Uitslag Heren
| Heusden Koers 2019 |                      |                           |      |
| Plaats             | Naam                 | Ploeg                     | Tijd |
| Winnaar            | Tim Merlier          | Creafin-Fristads          |      |
| 2                  | Roy Jans             | Corendon-Circus           |      |
| 3                  | Wesley Van Dyck      | WSV Artevelde Gent        |      |
| 4                  | Arjen Livyns         | Roompot-Charles           |      |
| 5                  | Martin Salmon        | Development Team Sunweb   |      |
| 6                  | Ivar Slik            | Monkey Town-A Block CT    |      |
| 7                  | Elias Van Breussegem | Tarteletto-Isorex         |      |
| 8                  | Michiel Dieleman     | Cibel                     |      |
| 9                  | Gianni Marchand      | Cibel                     |      |
| 10                 | Brent Clé            | Toekomstvrienden Aarschot |      |

## Uitslag Dames
| Heusden Koers Dames 2022 |                  |                         |      |
| Plaats                   | Naam             | Ploeg                   | Tijd |
| Winnaar                  | Mieke Docx       | Doltcini-Van Eyck Sport |      |
| 2                        | Laura Vainionpää | S-Bikes Bodhi           | z.t. |
| 3                        |                  | De Sprinters Malderen   | z.t. |

1929 · 1930-1935 · 1936 · 1937 · 1938 · 1939 · 1952 · 1953 · 1954 · 1955 · 1956 · 1957 · 1958 · 1959 · 1960 · 1961 · 1962 · 1963 · 1964 · 1965 · 1966 · 1967 · 1968 · 1969 · 1970 · 1971 · 1972 · 1973 · 1974 · 1975 · 1976 · 1977 · 1978 · 1979 · 1980 · 1981 · 1982 · 1983 · 1984 · 1985 · 1986 · 1987 · 1988 · 1989 · 1990 · 1991 · 1992 · 1993 · 1994 · 1995 · 1996 · 1997 · 1998 · 1999 · 2000 · 2001 · 2002 · 2003 · 2004 · 2005 · 2006 · 2007 · 2008 · 2009 · 2010 · 2011 · 2012 · 2013 · 2014 · 2015 · 2016 · 2017 · 2018 · 2019 · 2020 · 2021 · 2022 · 2023